# 中山四歳馬特別
中山四歳馬特別（なかやまよんさいばとくべつ）とは中山競馬倶楽部、次いで日本競馬会が主催し1929年から1937年まで行われた競馬の競走である。施行距離は2400メートル。
「中山秋季特別」の名称で創設された内国産4歳馬（現表記3歳馬）限定の特殊競走（重賞競走）。出走に際して100円という当時としては高額な登録料を要し、それを本賞金に付加するステークス方式が採用され、付加賞込みの1着総賞金は7500円という有数の高額を誇った。外国のクラシック競走を意識して創設されたが日本の競馬史においては一特殊競走として扱われており、「日本初のクラシック競走」という地位は東京競馬倶楽部が1932年に創設した「東京優駿大競走」（のちの東京優駿、日本ダービー）のものとなっている。中山競馬場が編纂した『中山競馬場70年史』においては本競走が日本ダービーの「原型」であり、「新しい時代の先駆け」だったとされている。
1936年まで中山競馬倶楽部の主催で行われ、同倶楽部が日本競馬会へ統合された翌1937年を最後に廃止された。

## 歴代優勝馬
| 回数  | 施行日         | 優勝馬       | 性齢 | 勝時計   | 優勝騎手   | 管理調教師 | 馬主       |
| ----- | -------------- | ------------ | ---- | -------- | ---------- | ---------- | ---------- |
| 第1回 | 1929年10月20日 | サンシャイン | 牝3  | 2:49 0/5 | 岩佐宗五郎 | 尾形景造   | 土田荘助   |
| 第2回 | 1930年10月19日 | パンジー     | 牝3  | 2:39 3/5 | 美馬信次   |            |            |
| 第3回 | 1931年10月11日 | ヤマミチ     | 牡3  | 2:43 4/5 | 田中和一郎 |            |            |
| 第4回 | 1932年11月27日 | ハクコウ     | 牡3  | 2:39 3/5 | 尾形景造   | 尾形景造   | 和田孝一郎 |
| 第5回 | 1933年11月3日  | レッドサンド | 牡3  | 2:37 0/5 | 古川政幸   | 羽田英之助 | 羽田如雲   |
| 第6回 | 1934年12月2日  | フレーモア   | 牡3  | 2:36 1/5 | 岩佐宗五郎 | 尾形景造   | 土田荘助   |
| 第7回 | 1935年10月17日 | ナスタマ     | 牝3  | 2:42 3/5 | 井川為男   |            |            |
| 第8回 | 1936年10月17日 | マルヌマ     | 牡3  | 2:42 0/5 | 中村広     | 中村広     | 千明賢治   |
| 第9回 | 1937年10月17日 | フェアモア   | 牝3  | 2:47 1/5 | 内藤潔     | 尾形景造   | 土田荘助   |

- 競走名：1929年 中山秋季特別、1930年〜1932年 中山特別、1933年〜1937年 中山四歳馬特別